# Acizzia frenchi
Acizzia frenchi är en insektsart som först beskrevs av Walter Wilson Froggatt 1901.  Acizzia frenchi ingår i släktet Acizzia och familjen rundbladloppor. Inga underarter finns listade i Catalogue of Life.